# 从优秀到卓越
从优秀到卓越：为什么有些公司会实现飞跃……而其他公司则不会（Good to Great: Why Some Companies Make the Leap... and Others Don't i）是吉姆·柯林斯撰寫的一本管理學书籍，講述了公司如何从优秀公司转变为偉大公司，以及大多数公司為何未能实现转变。这本书是畅销书，卖出了四百万册，远远超出了商业书籍的传统讀者受众。该书于2001年10月16日出版。